# محمد إسلام محمدي
محمد إسلام محمدي هو سياسي أفغاني، ولد في 1921، وتوفي في 26 يناير 2007. حزبياً، نشط في طالبان. وقد انتخب عضو مجلس الشعب الأفغاني ‏.